# Mas Carbó
Mas Carbó – miejscowość w Hiszpanii, w Katalonii, w prowincji Barcelona, w comarce Maresme, w gminie Palafolls.
Według danych INE z 2004 roku miejscowość zamieszkiwały 102 osoby.